# Reinhard Stewig
Reinhard Gottfried Stewig (* 25. Februar 1929 in Breslau; † 13. März 2016 in Kiel) war ein deutscher Geograph, Autor sowie Lehrer. Neben intensiven Beschäftigungen mit der Geographie als großes Ganze, verfasste er umfangreiche Arbeiten zu den wandelnden Strukturen innerhalb des Orients.

## Biographie
Reinhard Gottfried Stewig, Sohn des aus Köben an der Oder stammenden Volksschullehrers Friedrich Wilhelm Stewig (1886–1945) und der aus Wien stammenden Eiskunstläuferin Marie Stewig, geb. Voges (1888–1973), flüchtete im Jahre 1945 mit der Mutter nach Flensburg. 1957 machte er sein akademisches Staatsexamen an der Universität Kiel, ein Jahr später erwarb er den Doktor der Geographie in Kiel. Von 1959 bis 1961 war er Lehrer für die Fächer Geographie und Englisch an Gymnasien in Kiel und Hamburg. Danach arbeitete er zehn Jahre an dem geographischen Institut Kiel. 1969 erhielt er die Venia Legendi für Geographie an der Christian-Albrechts-Universität zu Kiel, wo er zuletzt ebenfalls von 1972 bis zum Ruhestand im Jahre 1991 Professor der Geographie war.
Im Laufe seines Lebens schrieb er verschiedene geographische Bücher, welche sich vor allem auf Schleswig-Holstein sowie den Orient spezifizierten.
Reinhard Stewig war mit der Schulleiterin Erika Stewig, geb. Kelting (1925–2007), verheiratet. Die Ehe blieb kinderlos.

## Werke (Auswahl)

### Monografien
- Kiel. Einführung in die Stadtlandschaft. Ferdinand Hirt Verlag, Kiel 1971.
- Der Orient als Geosystem. Leske + Budrich, Opladen 1977.
- Landeskunde von Schleswig-Holstein. Ferdinand Hirt Verlag, Kiel 1978.
- Die Stadt in Industrie- und Entwicklungsländern. Ferdinand Schöningh 1983.
- Über das Verhältnis der Geographie zur Wirklichkeit und zu den Nachbarwissenschaften. Eine Einführung. Universität Kiel 1990.
- Entstehung der Industriegesellschaft in der Türkei.
  - Teil 1: Entwicklung bis 1950. Universität Kiel 1998.
  - Teil 2: Entwicklung 1950–1980. Universität Kiel 1999.
  - Teil 3: Entwicklung seit 1980. Universität Kiel 2000.
- From Bazaar to Shopping Center in Istanbul. EB-Verlag 2009.
- Transformation of Urban Society in Istanbul. Ebverlag 2010.
- Istanbul 2010: European Capital of Culture? World City, Global City, Mega City? EB-Verlag 2011.
- Bursa, Nordwest-Anatolien: Kulturstadt, Industriestadt, Millionenstadt. Universität Kiel 2012.
- Transformation of Urban Society in Istanbul. EB-Verlag 2015.

### Herausgeberschaften
- zusammen mit Horst-Günter Wagner: Kulturgeographische Untersuchungen im islamischen Osten. (= Kieler geographische Schriften, Band 38). Geographisches Institut der Universität Kiel, Kiel 1973.
- Stadtteiluntersuchungen in Kiel. Baugeschichte, Sozialstrukturen, Lebensqualität, Heimatgefühl. (= Kieler geographische Schriften, Band 87). Geographisches Institut der Universität Kiel, Kiel 1993, ISBN 3-923887-29-9.